# Diplophyllum cretaceum
Diplophyllum cretaceum là một loài rêu trong họ Scapaniaceae. Loài này được Velen. & VinikláY mô tả khoa học đầu tiên năm 1929.
Danh pháp khoa học của loài này chưa được làm sáng tỏ. 